# Municipio de McLaren
El municipio de McLaren (en inglés: McLaren Township) es un municipio ubicado en el condado de Conway en el estado estadounidense de Arkansas. En el año 2010 tenía una población de 225 habitantes y una densidad poblacional de 6,2 personas por km².

## Geografía
El municipio de McLaren se encuentra ubicado en las coordenadas 35°19′41″N 92°40′12″O / 35.32806, -92.67000. Según la Oficina del Censo de los Estados Unidos, el municipio tiene una superficie total de 36.29 km², de la cual 35,63 km² corresponden a tierra firme y (1,83 %) 0,67 km² es agua.

## Demografía
Según el censo de 2010, había 225 personas residiendo en el municipio de McLaren. La densidad de población era de 6,2 hab./km². De los 225 habitantes, el municipio de McLaren estaba compuesto por el 96,89 % blancos, el 0,89 % eran afroamericanos, el 2,22 % eran amerindios. Del total de la población el 0 % eran hispanos o latinos de cualquier raza.